# Левкипп (лунный кратер)
Кратер Левкипп (лат. Leucippus) — крупный древний ударный кратер в северном полушарии обратной стороны Луны. Название присвоено в честь древнегреческого философа Левкиппа (V век до н. э.) и утверждено Международным астрономическим союзом в 1970 г.  Образование кратера относится к нектарскому периоду.

## Описание кратера

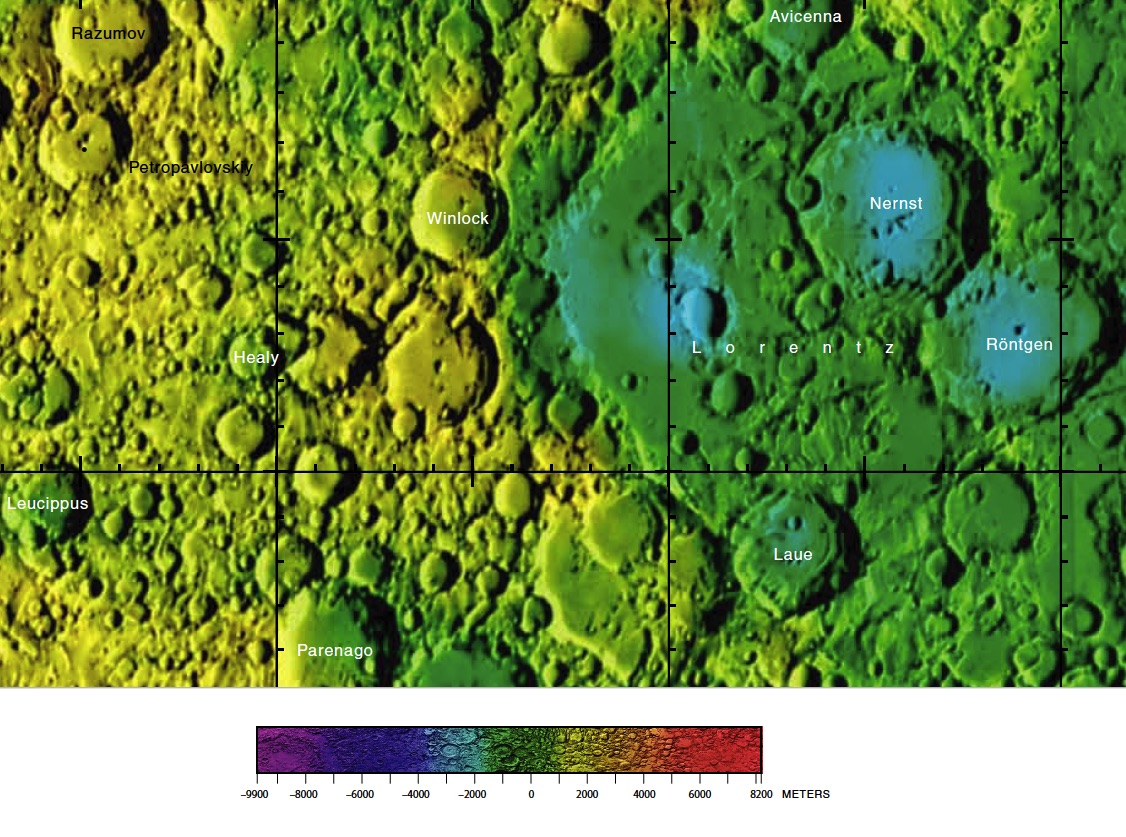
Окрестности кратера Левкипп. Фрагмент карты обратной стороны Луны.

Ближайшими соседями кратера являются кратер Хатанака на западе; кратер Дуглас на северо-западе; кратеры Фрост и Петропавловский на севере; кратер Хили на северо-востоке; кратер Паренаго на востоке-юге-востоке; кратер Комри на юге-юго-востоке и кратер Комсток на юге-юго-западе. Селенографические координаты центра кратера 29°14′ с. ш. 116°25′ з. д. / 29,24° с. ш. 116,41° з. д., диаметр 57,0 км, глубина 2,4 км.
Кратер Левкипп имеет близкую к циркулярной форму с небольшой впадиной в восточной части и умеренно разрушен. Вал сглажен, южная часть вала перекрыта крупным безымянным кратером и небольшим кратером в чаше последнего. Внутренний склон широкий и относительно гладкий, несколько уже в юго-восточной части, в северной и юго-восточной части прорезан расщелинами. Высота вала над окружающей местностью достигает 1180 м, объем кратера составляет приблизительно 2600 км³. Дно чаши ровное, имеет диаметр приблизительно в половину диаметра кратера, испещрено множеством мелких кратеров.

## Сателлитные кратеры
| Левкипп | Координаты                                              | Диаметр, км |
| ------- | ------------------------------------------------------- | ----------- |
| F       | 29°14′ с. ш. 113°54′ з. д. / 29,23° с. ш. 113,9° з. д.  | 25,0        |
| K       | 27°17′ с. ш. 115°31′ з. д. / 27,28° с. ш. 115,51° з. д. | 17,3        |
| Q       | 25°42′ с. ш. 119°23′ з. д. / 25,7° с. ш. 119,38° з. д.  | 89,5        |
| X       | 33°11′ с. ш. 119°16′ з. д. / 33,18° с. ш. 119,26° з. д. | 35,3        |

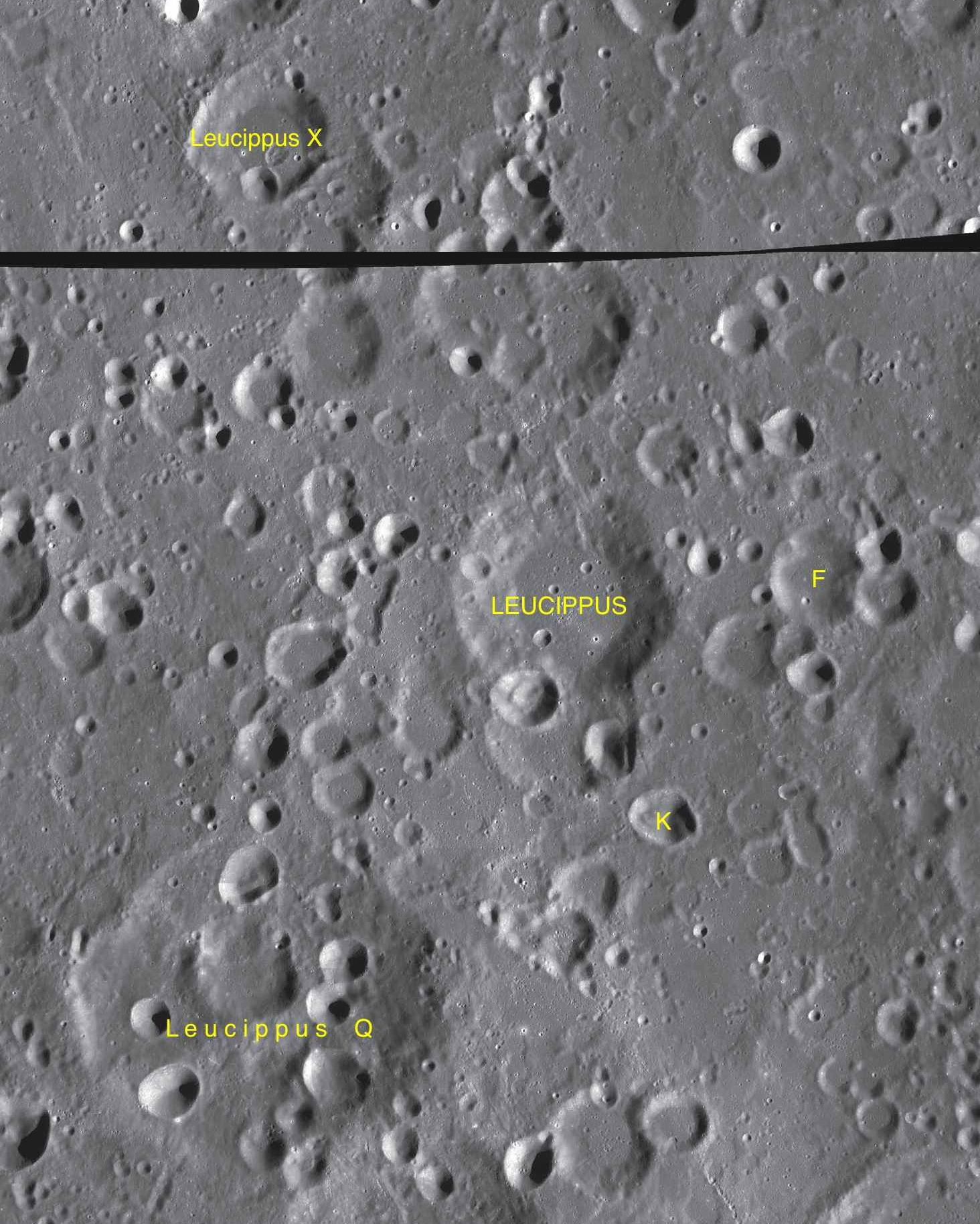
Фрагменты карт LAC-35, LAC-53.

- Образование сателлитного кратера Левкипп Q относится к донектарскому периоду[1].
- Образование сателлитного кратера Левкипп X относится к нектарскому периоду[1].

## См.также
- Список кратеров на Луне
- Лунный кратер
- Морфологический каталог кратеров Луны
- Планетная номенклатура
- Селенография
- Минералогия Луны
- Геология Луны
- Поздняя тяжёлая бомбардировка